# 18084 Адамвол
18084 Адамвол (2000 HP47, 1989 OT, 18084 Adamwohl) — астероїд головного поясу, відкритий 29 квітня 2000 року.
Тіссеранів параметр щодо Юпітера — 3,479.